# كمال حبيب
كمال السعيد حبيب كاتب صحفي وسياسي أكاديمي متخصص في شؤون الحركات الإسلامية حاصل على درجة ليسانس الآداب من كلية الآداب قسم اللغة العربية عام 1992 ثم حصل على درجة الماجستير في العلوم السياسية من كلية الاقتصاد والعلوم السياسية جامعة القاهرة حول موضوع "الأقليات والممارسة السياسية في الخبرة الإسلامية - دراسة حالة للدولة العثمانية" ثم حصل على الدكتوراه في العلوم السياسية من كلية الاقتصاد والعلوم السياسية بجامعة القاهرة، بعنوان "الإسلام والأحزاب السياسية في تركيا - دراسة حالة لحزب الرفاه 1983 - 1997م. قاد مراجعات فكرية داخل الحركة الإسلامية في وقت مبكر من عقد الثمانينيات توّجها بكتابه الأبرز "الحركة الإسلامية من المواجهة إلى المراجعة".

## أعماله

### الكتابة
مارس نشاطه السياسي فور خروجه من المعتقل عام 1991 عبر الصحافة والعمل الفكري والأكاديمي حيث نشر أبحاثه وآراءه العلمية والفكريه في صحف ومجلات علميه عديدة مصرية وعربية أبرزها الوفد والوطن والشروق والحياة والشرق الأوسط والقبس والجريدة والمنار الجديد والوسطية ودراسات شرق أوسطية والسياسة الدولية والبيان والجزيرة للدراسات والأبحاث والمسبار للدراسات والبحوث والمستقبل للدراسات والأبحاث ومركز الدراسات السياسية والاستراتيجية بالأهرام.

### المؤلفات
شارك مع المسيري وآخرين في كتاب رحابة الإنسانية والإيمان - دراسات في أعمال مفكرين علمانيين وإسلاميين من الشرق والغرب - الصادر عام 2013 عن مكتبة الشروق بدراسة بعنوان «أحمد داوود أوغلو مركزية التوحيد ومسئولية الإنسان».
شارك في كتاب «أزمة الإخوان المسلمين» تحرير عمرو الشوبكي، عام 2009 - الصادر عن مركز الأهرام للدراسات السياسية والاستراتيجية ببحث بعنوان الإخوان المسلمون والجماعات الإسلامية الأخرى شارك في كتاب «تركيا بين تحديات الداخل ورهانات الخارج» الصادر عام 2010 الصادر عن مركز الجزيرة للدراسات والدار العربية للعلوم بدراسه بعنوان «الإسلاميون الأتراك من الهامش إلي المركز». شارك في كتاب «المراجعات من الجماعة الإسلامية إلي الجهاد» الصادر عن مركز الأهرام للدراسات السياسية والاستراتيجية عام 2008 بدراسه بعنوان «خبرة تنظيم الجهاد في المراجعات». شارك في دليل الحركات الإسلامية في العالم الصادر عن مركز الأهرام للدراسات السياسية والاستراتيجية بدراسة بعنوان «عبد القادر بن عبد العزيز قراءه في فكر أحد قادة التيار الجهادي».
له مؤلفات عدة أبرزها:
- تحولات الحركة الإسلامية والاستراتيجية الأمريكية.

- الأقليات والسياسية في الخبرة الإسلامية من بداية الدولة النبوية وحتي سقوط الدولة العثمانية.

- الإسلام في آسيا الوسطى والبلقان.

- الدين والدولة في تركيا.[1] صراع الإسلام والعلمانية " نشرته الهيئة العامة للكتاب بمصر عام 2009

- العنف بتأويل ديني - الحالة المصرية - عام 2016، سلسلة مراصد التي تصدر عن مكتبة الإسكندرية

- أزمة الحركة الإسلامية في مصر - قراءة جديدة في الأفكار والتحولات - عام 2016 .